# Wendling
Pour les articles homonymes, voir Wendling (homonymie).
Wendling est une commune autrichienne du district de Grieskirchen en Haute-Autriche.